# Ischnocnema holti
Eleutherodactylus holti là một loài ếch trong họ Leptodactylidae. Chúng là loài đặc hữu của Brasil.